# Josephat Machuka
Josephat Machuka (né le 12 décembre 1973 à Kisii) est un athlète kényan, spécialiste des courses de fond. 

## Biographie
En 1992, lors des championnats d'Afrique, il remporte la médaille d'or du 10 000 m et la médaille de bronze du 5 000 m. Il s'illustre au cours des Jeux africains de 1995, à Harare, en réalisant le doublé 5 000 m/10 000 m. Il se classe cinquième du 10 000 m lors des championnats du monde 1995, à Göteborg.
En 1996, il remporte le titre par équipe du cross long lors des championnats du monde de cross de Stellenbosch. Il participe aux Jeux olympiques de 1996, à Atlanta et se classe cinquième de la finale du 10 000 m.

### Palmarès
| Date | Compétition                    | Lieu             | Résultat | Épreuve               | Performance    |
| ---- | ------------------------------ | ---------------- | -------- | --------------------- | -------------- |
| 1992 | Championnats du monde de cross | Boston           | 3e       | Individuel junior     |                |
| 1992 | Championnats d'Afrique         | Belle Vue Maurel | 3e       | 5 000 m               |                |
| 1992 | Championnats d'Afrique         | Belle Vue Maurel | 1er      | 10 000 m              |                |
| 1993 | Championnats du monde de cross | Amorebieta       | 3e       | Individuel junior     |                |
| 1995 | Jeux africains                 | Harare           | 1er      | 5 000 m               | 13 min 31 s 11 |
| 1995 | Jeux africains                 | Harare           | 1er      | 10 000 m              | 28 min 3 s 06  |
| 1995 | Championnats du monde          | Göteborg         | 5e       | 10 000 m              | 27 min 23 s 72 |
| 1996 | Championnats du monde de cross | Stellenbosch     | 10e      | Cross long            |                |
| 1996 | Championnats du monde de cross | Stellenbosch     | 1er      | Cross long par équipe |                |
| 1996 | Jeux olympiques                | Atlanta          | 5e       | 10 000 m              | 27 min 35 s 08 |

### Records
| Épreuve  | Performance    | Lieu      | Date           |
| -------- | -------------- | --------- | -------------- |
| 5 000 m  | 13 min 4 s 04  | Stockholm | 8 juillet 1996 |
| 10 000 m | 27 min 10 s 34 | Bruxelles | 25 août 1995   |